# Вилхелм (Лойхтенберг)
Вилхелм Георг фон Лойхтенберг (на немски: Wilhelm Georg von Leuchtenberg; * 3 януари 1586 в Пфраймд; † 20 март 1634 в Инголщат) e ландграф на Ландграфство Лойхтенберг от 1614 до 1621 г.
Той е син на ландграф Георг IV Лудвиг фон Лойхтенберг (1563 – 1613)  и първата му съпруга Мария Саломе фон Баден-Баден (1563 – 1600), дъщеря на маркграф Филиберт фон Баден-Баден (1536 – 1569) и Мехтхилд Баварска (1532 – 1565), дъщеря на баварския херцог Вилхелм IV. Брат е на Мехтхилд (1588 – 1634), омъжена 1612 г. за херцог Албрехт VI Баварски (1584 – 1666).
Вилхелм фон Лойхтенберг харчи много пари и дори убива човек. След смъртта на съпругата му († 1616) той отива през 1621 г. във францискански манастир и дава двама от тримата си синове за възпитание при зет му Албрехт VI Баварски и прави много задължения. Ландграф Вилхелм е взет от Пфраймд от протестантите и затворен в Амберг. След освобождението му по заповед на курфюрст Максимилиан I Баварски през 1621 г. той отново е арестуван в Келхайм и затворен в затвор и различни манастири. До 1628 г. ландграфството е управлявано от Максимилиан I. Вилхелм умира през 1634 г. в затвора на Инголщат. Двама от синовете му умират малко преди него от епидемии като офицери на императорската войска.
Албрехт VI Баварски от фамилията Вителсбахи получава през 1646 г. ландграфството Лойхтенберг, след изчезването на ландграфовете от Лойхтенберг по мъжка линия. Той обаче не се нарича ландграф, а херцог на Лойхтенберг.

## Фамилия
Вилхелм фон Лойхтенберг се жени 1604 г. или на 9 януари 1605 г. за Ерика фон Мандершайд-Вирнебург (* 9 май 1576; † 2 юни 1616, Грюнсфелд), дъщеря на граф Йоахим фон Мандершайд-Нойербург-Вирнебург († 1582) и Магдалена фон Насау-Идщайн-Висбаден (1546 – 1604). Те имат децата:
- Елизабет Мария (14 август 1606 – 11 януари 1613)
- Максимилиан Адам (17 октомври 1607 – 1 ноември 1646), последният ландграф на Лойхтенберг (1621 – 1646), женен на 10 май 1627 г. за Йохана фон Хелфенщайн (* 8 септември 1612; † 10 август 1665)
- Рудолф Филип (18 юни 1609 – 28 октомври 1633, Прага)
- Вилхелм Фридрих (21 декември 1611 – 30 август 1631)